# زاشکی
زاشکی (به لهستانی:  Zasieki) یک منطقهٔ مسکونی در لهستان است که در گمینا بروده (استان لوبوسکی) واقع شده‌است. زاشکی ۳۰۰ نفر جمعیت دارد.